# Bernardino Parada Moreno
Bernardino Parada Moreno (Molina, Chile, 23 de julio de 1908-Asunción, Paraguay, 6 de marzo de 1968) fue un militar chileno que tuvo el grado de General de División y fue Comandante en Jefe del Ejército de Chile desde el 4 de junio de 1964 al 4 de julio de 1967.

## Carrera militar
En 1927 egresó de la Escuela Militar como subteniente de artillería y hace su carrera siendo Oficial Subalterno en la Escuela de Artillería y los regimientos "Chorrillos", "Maturana" y "Arica". Alumno de la Academia de Guerra entre los años 1936 y 1939 obteniendo el 1.° puesto dentro de su Curso de Estado Mayor.
Fue profesor de la Academia de Guerra en distintos períodos, los que suman más de ocho años de ejercicio docente en las asignaturas de Historia Militar y Estrategia. Sirvió en el Estado Mayor del Ejército. Fue adicto militar en La Paz, Bolivia, entre los años 1951-1952. Como Oficial Superior, en 1953 manda el Regimiento de Artillería Motorizado Nª5 "Antofagasta". En 1954, sirve en el Cuartel General y de allí pasa a ser Secretario del Comando en Jefe del Ejército. En 1957 fue ascendido a General de Brigada y se desempeñó como Subjefe del Estado Mayor de la Defensa Nacional y profesor de Conducción Operativa Terrestre para el Curso de Alto Mando de la Academia de Defensa Nacional. En 1959 fue designado Comandante en Jefe de la 5a División y Cdte. de la Región Militar Austral.
Posteriormente asumió la Dirección de Instrucción del Ejército y ascendido a General de División. En ese rol, impulsó profundos cambios en el sistema de entrenamiento e instrucción del Ejército denominado "La nueva modalidad de Instrucción".[cita requerida]
El 4 de junio de 1964 es investido como Comandante en Jefe del Ejército dirigiendo los destinos de la Institución hasta el 4 de julio de 1967, fecha en que se le concede le retiro definitivo. Siendo Comandante en Jefe, creó la especialidad de Comandos y la "Escuela de Paracaidistas y Fuerzas Especiales", la cual lleva el patronímico de "General Bernardino Parada Moreno", concedido por Orden de Comando del General de Ejército Sergio Castillo Aránguiz.
Es autor de Polemología básica, texto donde aborda aspectos fundamentales de la ciencia de la guerra, que se ha convertido en fuente de consulta para los estudiosos de la estrategia y de la historia militar y los iniciados en el arte de la conducción.[cita requerida]

### Antecedentes militares
- 1924: Cadete de la Escuela Militar
- 1927: Alférez
- 1927: Subteniente
- 1930: Teniente
- 1937: Capitán
- 1944: Mayor
- 1949: Teniente coronel
- 1953: Coronel
- 1957: General de Brigada
- 1963: General de División
- 1964: Comandante en jefe del Ejército.

## Embajador
Tras su retiro, fue designado como Embajador Plenipotenciario en Asunción, Paraguay. Falleció el 6 de marzo de 1968, mientras cumplía esa misión diplomática.

## Vida personal
Casado con Chita Urrutia Cuadrado, con quien tuvo dos hijos: Bernardino, arquitecto, y Hernán, diseñador gráfico, radicado en París desde 1973.